# Norfolk Island Squash
Norfolk Island Squash ist der nationale Dachverband der Norfolkinsel für Squash.
Der Verband ist Gründungsmitglied der Oceania Squash Federation und assoziiertes Mitglied der World Squash Federation. Jedes Jahr, meist im September, veranstaltet Norfolk Island Squash das Norfolk Island Masters, an dem Athleten aus Australien, Neuseeland und Ozeanien teilnehmen.